# Osówko (Osowo)
Osówko (dodatkowa nazwa w j. kaszub. Òsówkò ; niem. Wespen) – część wsi Osowo w Polsce położona w województwie pomorskim, w powiecie kościerskim, w gminie Karsin.
Miejscowość położona jest na pograniczu Równiny Charzykowskiej i kompleksu leśnego Borów Tucholskich.
W latach 1975–1998 miejscowość należała administracyjnie do województwa gdańskiego.